# Tomasz Panfil
Tomasz Armand Panfil (ur. 29 grudnia 1962) – polski historyk, nauczyciel akademicki, doktor habilitowany nauk humanistycznych, profesor nadzwyczajny Katolickiego Uniwersytetu Lubelskiego Jana Pawła II, samorządowiec.

## Życiorys
W 1987 ukończył studia historyczne na Katolickim Uniwersytecie Lubelskim, gdzie w 1989, na podstawie pracy Medal w kulturze staropolskiej, uzyskał stopień naukowy doktora. Tam też w 2002 habilitował się na podstawie dorobku naukowego oraz rozprawy pt. Lingua Symbolica. O pochodzeniu najstarszych symboli heraldycznych w Polsce. W 2004 został profesorem nadzwyczajnym KUL. W 2006 objął funkcję dyrektora Instytutu Badań nad Polonią i Duszpasterstwem Polonijnym na tej uczelni. W 2008 został kierownikiem Katedry Nauk Pomocniczych Instytutu Historii KUL.
Działał w NSZZ „Solidarność”. Z ramienia Komitetu Obywatelskiego „Solidarność” był od kwietnia do czerwca 1990 naczelnikiem, a od czerwca 1990 do października 1991 burmistrzem Sandomierza. 
Główny specjalista w Biurze Edukacji Narodowej IPN. Wszedł w skład komitetu wspierającego kandydaturę Karola Nawrockiego na prezydenta RP w wyborach w 2025.

## Poglądy
We wrześniu 2017 w artykule "Świat patrzy i milczy" („Gazeta Polska”  nr 39) napisał: "Po agresji Niemiec [na Polskę w 1939] sytuacja Żydów nie wyglądała bardzo źle; wprawdzie władze okupacyjne objęły ich nakazem pracy, nakazały noszenie opasek z gwiazdą Dawida, obciążyły potężnymi podatkami, rozpoczęły wyznaczanie stref tylko dla Żydów, ale jednocześnie zezwoliły na tworzenie judenratów, czyli organów samorządu. W tym samym czasie Polaków pozbawiono wszelkiej możliwości organizowania się, już w październiku Niemcy zaczęli przeprowadzać masowe egzekucje mające na celu eksterminację polskich elit, złamanie morale narodu i obrócenie go w potulną siłę roboczą dla niemieckiej „rasy panów”, co wywołało wiele kontrowersji.

## Kontrowersje
Do 2018 r. był honorowym członkiem działającego w Wielkiej Brytanii stowarzyszenia „Ogniwo”, oskarżanego o propagowanie treści neonazistowskich, którego członkowie brali w Polsce udział m.in. w koncertach w ramach imprezy „Orle Gniazdo”, gdzie świętowano urodziny Adolfa Hitlera. 
W toku procesu sądowego prowadzonego przed Sądem Rejonowym w Chełmie przygotował opinię, w której stwierdził, że swastyka jest symbolem nazistowskim tylko wtedy, gdy krzyż hakowy jest obrócony o 45 stopni w lewo lub umieszczony w białym polu na czerwonym tle, a połączenie orła z krzyżem celtyckim oraz napis „White Power” (Biała Siła) uznał za „niezręczne”.

## Odznaczenia
- Medal Pro Patria – 2016
- Medal Komisji Edukacji Narodowej (nr leg. 157979) – 2017[8][9]
- Srebrny Krzyż Zasługi – 2024[10][11]

## Publikacje
- Verba signi. Dzieje herbu województwa lubelskiego, Lublin 1998
- Herb Lublina. Geneza, symbolika, funkcje, Lublin 1998
- Lingua symbolica. O pochodzeniu i znaczeniach najstarszych wyobrażeń heraldycznych w Polsce, Lublin 2002
- Unia Europejska. Wszystko, co musisz wiedzieć, Poznań 2003
- Evropská unie : vše, co bychom měli vědět, Havlíčkův Brod 2003
- Europos Sąjunga. Viskas, ką turi apie tai žinoti, Wilno 2004
- Eiropas Savienība: vēsture, darbības joma, dalībvalstis, [Rīga] : Zvaigzne ABC, 2004
- Historia - podręcznik, szkoła ponadgimnazjalna, klasa 3, zakres podstawowy. Czasy najnowsze, Warszawa 2005
- Tyle we mnie siły. Opowieść o życiu Księdza Infułata Generała Brygady Witolda Kiedrowskiego (1912-2012), Warszawa 2016
- Polonia. Ta, co nie zginie. Rozmawiał Mirosław Kokoszkiewicz, Warszawa 2017
- Ignacy Daszyński (1867-1936), Warszawa 2018